# سوارآباد سفلی
سوارآباد سفلی روستایی در دهستان پل دوآب بخش زالیان شهرستان شازند استان مرکزی ایران است.

## جمعیت
بر پایه سرشماری عمومی نفوس و مسکن در سال ۱۳۹۵ جمعیت این روستا ۲۴۵ نفر (۸۲خانوار) بوده‌است.